# Ксенозавр
Ксенозавр (Xenosaurus) — рід ящірок з родини Ксенозаврів. Має 13 видів.

## Опис
Загальна довжина коливається від 10 до 25 см. Голова досить велика та стиснута. Очі маленькі. Є значний тім'яний отвір. Кінцівки добре розвинуті та широко поставлені. Колір шкіри спини зазвичай зеленуватий, коричневий або сірий із світлими смугами. Черево світлішого забарвлення. Хвіст помірно довгий. Луска на голові та тулубі дрібна та неоднорідна.

## Спосіб життя
Зустрічається вдовж річок у передгір'ях. Полюбляє каміння та урвища по берегам водоймищ. Вдень відпочивають серед каміння. Активні вночі. Харчуються комахами, зокрема термітами, а також пуголовками, молюсками, дрібною рибою.
Це яйцеживородна ящірка. Самиця народжує до 3—4 дитинчат.

## Розповсюдження
Південна та Східна Мексика й Гватемала.

## Види
- Xenosaurus agrenon King & F.G. Thompson, 1968
- Xenosaurus arboreus Lynch & Smith, 1965
- Xenosaurus fractus Nieto-Montes de Oca, Sánchez-Vega & Durán-Fuentes, 2018[2]
- Xenosaurus grandis (Gray, 1856)
- Xenosaurus manipulus Nieto-Montes de Oca, Castresana-Villanueva, Canseco-Márquez, &  Campbell, 2022
- Xenosaurus mendozai Nieto-Montes de Oca et al., 2013
- Xenosaurus newmanorum Taylor, 1949
- Xenosaurus penai Pérez Ramos, de la Riva & Campbell, 2000
- Xenosaurus phalaroanthereon Nieto-Montes de Oca, Campbell & Flores-Villela, 2001
- Xenosaurus platyceps King & Thompson, 1968
- Xenosaurus rackhami L.C. Stuart, 1941
- Xenosaurus rectocollaris H.M. Smith & Iverson, 1993
- Xenosaurus tzacualtipantecus Woolrich-Piña & G.R. Smith, 2012